# PA512 y LPA512
El PA512 (serbio ПА512) fue un controlador lógico programable industrial: una computadora portátil desarrollada por el Instituto Ivo Lola Ribar de Serbia en 1980.
Seis años después, se realizó un producto de mejora, el LPA512 (Serbio ЛПА512). Tiene una memoria máxima programable de 16 KiB y cuenta con una puerto serie RS-485. Dispone de una unidad de casete alojada a la derecha del monitor. Fue utilizado por primera vez en la fábrica de coches Maribor de Eslovenia.
Funciona por un programador que lo activa y procesa la información al cuerpo que lo utiliza o si se reprograma manualmente.